# Damien Thorn
Damien Thorn é um personagem fictício e o principal antagonista da franquia The Omen. Ele é o Anticristo e filho do Diabo. O personagem foi interpretado por Harvey Spencer Stephens, Jonathan Scott-Taylor, Sam Neill, Seamus Davey-Fitzpatrick e Bradley James.

## Aparições
- The Omen (1976)
- Damien: Omen II (1978)
- Omen III: The Final Conflict (1981)
- The Omen (2006, remake)
- Damien (seriado de televisão)
- The First Omen (2024)

## Etimologia do nome
O nome "Damien" no inglês soa como "demon", que significa "demônio" no português, mas não é de forma alguma etimologicamente relacionado (significa "aquele que subjuga").  Damien é a forma francesa do nome inglês Damian (relacionado ao verbo grego damao, que significa "domar"), popular como o nome de um santo cristão martirizado do século III (veja Santos Cosme e Damião). Outro Damien proeminente foi o Padre Damien do Havaí, que morreu enquanto estabelecia colônias de leprosos por lá. Damien também é o primeiro nome do Padre Karras em O Exorcista.

## Biografia fictícia
No primeiro filme, mas não no remake de 2006, Damien nasceu no sexto dia de junho às seis horas da manhã, de um chacal que morreu ao dar à luz e foi enterrado em Cerveteri sob o pseudônimo Maria Scianna (no remake, esse pseudônimo foi alterado para Maria Avedici Santoya). 
O órfão Damien é então adotado pelo futuro embaixador americano na Grã-Bretanha, Robert Thorn, que foi informado de que seu filho nasceu morto, sem que sua esposa Katherine soubesse da substituição. Cinco anos depois, após Thorn se tornar embaixador dos EUA na Corte de St. James's, os poderes de Damien começam a se manifestar quando sua babá misteriosamente se enforca na festa de aniversário dele, alegando ter feito isso por ele. Os eventos estranhos continuam com a nova babá, Sra. Baylock, que mais tarde é revelada como uma das satanistas que esperavam pelo garoto e agiam em seu nome nas sombras. A verdadeira natureza de Damien começa a se manifestar, desde sua reação violenta à igreja até a maioria dos animais reagindo com medo ao vê-lo (com exceção do cachorro preto que a Sra. Baylock adotou).
Padre Brennan, um padre da Itália que estava presente no nascimento de Damien, avisa Robert sobre seu filho ser o Anticristo, afirmando que Damien eventualmente mataria ele e sua esposa. Mas Robert se recusa a aceitar até que Katherine, revelada estar grávida de outro filho, é hospitalizada após ser derrubada de uma varanda por Damien com seu triciclo, uma queda que mata o bebê ainda não nascido. Acompanhado pelo fotojornalista Keith Jennings, que é eventualmente decapitado em um acidente estranho, Robert descobre tanto a verdade sobre a herança de Damien quanto o fato de que seu próprio filho foi realmente assassinado para garantir que Damien fosse colocado sob seus cuidados, para que ele pudesse ascender no mundo da política. Um exorcista em Megiddo, Israel, chamado Karl Bugenhagen, dá a Robert sete adagas antigas que ele herdou e que podem matar o Anticristo. Inicialmente, Robert é contra matar o menino até encontrar a marca de nascimento 666 que confirma sua identidade como o Anticristo. Mas quando Robert leva Damien a uma igreja para cometer o ato, ele é morto pela polícia antes que Damien seja ferido. No funeral de estado de Robert, Damien é visto na companhia do presidente dos Estados Unidos antes de ser adotado por seu tio, Richard Thorn.
No segundo filme, ambientado sete anos após o primeiro, Damien de doze anos vive com seu tio Richard e sua família: a segunda esposa de Richard, Ann, e seu filho do primeiro casamento, Mark. Originalmente, assim como no primeiro filme, Damien não está ciente de seus poderes, com as forças das trevas que o protegem matando qualquer um que descubra seu segredo e represente uma ameaça para ele. Isso inclui Karl Bugenhagen (do primeiro filme), que tentou fazer seu amigo Michael Morgan entregar uma caixa contendo as Adagas de Megiddo a Richard antes de os dois serem enterrados vivos em ruínas arqueológicas em Jerusalém. Damien agora é secretamente apoiado por outros acólitos satânicos que eventualmente o ajudam a aprender sua verdadeira natureza durante seu tempo na escola militar, que inclui Paul Buher, vice-presidente de Richard na Thorn Industries, e Sgt. Daniel Neff, líder do pelotão de Damien na escola militar onde ele está matriculado. Embora inicialmente assustado, Damien aceita sua linhagem profana e seu destino, embora seja com relutância que ele mata Mark quando este descobre a verdade e se recusa a se juntar a ele. Embora inicialmente descrente da linhagem de Damien, Richard descobre a verdade e tenta armar uma cilada para Damien, para matá-lo com as Adagas de Megiddo. Mas Ann, revelada como uma satanista, mata Richard antes que ele possa fazê-lo. Damien então a incinera enquanto queima o museu Thorn até o chão.
Nos eventos de Omen III: The Final Conflict, Damien eventualmente assume a empresa de seu tio e a transforma em uma corporação global. Ele é revelado como tendo frequentado Oxford, e o Damien adulto organiza sua nomeação como embaixador na Grã-Bretanha e supervisor das Associações Juvenis das Nações Unidas. Mas seu motivo para assumir o antigo cargo de embaixador de seu pai é que a Grã-Bretanha é onde ocorrerá a Segunda Vinda durante um alinhamento na constelação de Cassiopeia, e ele precisa encontrar e matar a criança de Cristo antes que seu poder se extinga completamente. Enquanto Damien lida com tentativas de sua vida por um grupo de monges sob a liderança do Padre DeCarlo, cada um dos quais possui uma adaga de Megiddo resgatada das ruínas do museu Thorn, Damien manda seus numerosos seguidores matarem todos os meninos britânicos nascidos na manhã de 24 de março, quando o alinhamento celestial ocorreu. Mas a criança de Cristo é revelada como tendo escapado dos seguidores de Damien. Outro obstáculo para seu domínio vem da jornalista Kate Reynolds e seu filho adolescente Peter. O interesse de Damien neles prova ser sua ruína. Quando DeCarlo atrai Damien para as ruínas de uma antiga abadia sob o pretexto de que a criança de Cristo está lá, ele tenta matar Damien com a última adaga restante, mas Damien usa Peter como escudo e Peter é esfaqueado em vez disso. Enquanto Damien procura pela criança de Cristo na abadia, Kate o embosca e o apunhala nas costas com a adaga, matando-o definitivamente. Damien vive o suficiente para ver uma visão de Cristo e morre dizendo a Ele que Ele não ganhou nada.
Em Omen IV: The Awakening, é revelado que Damien tem uma filha biológica, Delia, que originalmente se assumia como o Anticristo renascido. De acordo com a trama do filme anterior, o Reino de Cristo começou muito antes e o Armagedom não foi evitado, mas apenas adiado. No entanto, os satanistas responsáveis por orquestrar o nascimento de Delia revelam que ela é na verdade a protetora do novo Anticristo, seu irmão gêmeo embrionário (o que é muito semelhante à Segunda Vinda, mas do lado do mal), que estava dentro de seu corpo antes de ser transferido para a mãe adotiva de Delia, Karen York. O recém-nascido Alexander York sobrevive à morte de sua mãe, após o que ele, Delia e seu pai Gene assistem ao funeral de Karen.
Em The First Omen, é revelado que Damien foi concebido como resultado de experimentos realizados por um culto dedicado a trazer o mundo de volta ao cristianismo (especificamente ao catolicismo) criando o anticristo para inspirar o medo religioso. A primeira tentativa é usar um chacal (um suposto condutor de Satanás) para engravidar mulheres jovens. A maioria dos nascimentos resulta em natimortos deformados, exceto por duas fêmeas saudáveis, uma que posteriormente se tornaria uma noviça chamada Margaret Daino e uma jovem chamada Carlita. No entanto, como o anticristo deve ser do sexo masculino, o culto acredita que pode criar um menino saudável fazendo com que o chacal impregne uma de suas crias sobreviventes. Eles atraem Margaret para a Itália, onde ela é drogada e depois estuprada pelo chacal. Isso resulta em uma gravidez que produz gêmeos, um menino e uma menina. Margaret e Carlita conseguem escapar com a menina e se esconder, enquanto o menino é enviado para substituir o filho recém-nascido de Robert Thorn e é chamado de Damien. Embora não mencionado no filme, o diretor Arkasha Stevenson revelou em uma entrevista que o nome da irmã gêmea de Damien é Lailah. 